# Animusic
Animusic è una ditta americana specializzata nella visualizzazione 3D guidata da musica basata su MIDI. Fondata da Wayne Lytle, ha uffici a New York e anche in Texas e California. Il nome originario della compagnia era Visual Music, poi cambiato in Animusic nel 1995.
Animusic è conosciuta principalmente per due film realizzati in computer grafica, dove improbabili macchine, una volta avviate, iniziano a riprodurre canzoni.
A differenza di molte altre visualizzazioni musicali, è la musica a guidare l'animazione. Mentre altre produzioni animano manualmente le figure o i personaggi seguendo la musica, in Animusic i modelli animati vengono creati prima con un software di modellazione e animazione 3D, e con un software proprietario sono poi programmati per eseguire la musica, immessa successivamente nel formato digitale MIDI.
Uno dei più famosi brani ("Pipe Dream", tratto da Animusic I) è stato utilizzato (in versione ridotta) da ATi Technologies come Tech Demo per la sua famosa scheda video Radeon 9700 Pro.

## Compilation
La Animusic ha finora pubblicato due DVD e un BD. I DVD sono:
- Animusic: A Computer Animation Video Album (circa 32')
- Animusic 2: A New Computer Animation Video Album (circa 38')
- (In costruzione) Animusic 3

Il disco in formato BD contiene 9 video estratti dai primi 2 DVD, renderizzati a risoluzione 1080p.